# Coupe de l'EHF féminine 1994-1995
Navigation
Coupe de l'EHF 1993-1994 Coupe de l'EHF 1995-1996
La Coupe de l'EHF 1994-1995 est la quatorzième édition de la Coupe de l'EHF féminine, compétition de handball créée en 1981 et organisée par l'EHF.

## Formule
La coupe de l'EHF est aussi appelée la C3. Toutes les rencontres se déroulent en matchs aller-retour.
Les vingt-sept clubs participant à la compétition sont qualifiées par leurs fédérations nationales selon leurs résultats en championnat :
- vingt-deux équipes participent au tour préliminaire
- cinq équipes sont directement qualifiées pour les huitièmes de finale.

## Résultats

### Huitièmes de finale
| Date Aller       | Club                     | Aller   | Total   | Retour  | Club                 | Date Retour      |
| ---------------- | ------------------------ | ------- | ------- | ------- | -------------------- | ---------------- |
| 19 novembre 1994 | TMO Ankara               | 18 – 22 | 33 – 44 | 15 – 22 | Debreceni VSC        | 20 novembre 1994 |
| 12 novembre 1994 | Avtomobilist Brovary     | 23 – 20 | 41 – 44 | 18 – 24 | Silcotub Zalău       | 20 novembre 1994 |
| 18 novembre 1994 | Buxtehuder SV            | 32 – 23 | 65 – 45 | 33 – 22 | KS Sośnica Gliwice   | 19 novembre 1994 |
| 12 novembre 1994 | ŽRK Mlinotest Ajdovščina | 23 – 28 | 43 – 59 | 20 – 31 | Valencia Urbana      | 20 novembre 1994 |
| 13 novembre 1994 | ŽRK Gevgelija            | 22 – 25 | 38 – 53 | 16 – 28 | A.L. Bouillargues    | 18 novembre 1994 |
| 18 novembre 1994 | Fram Reykjavik           | 14 – 33 | 35 – 60 | 21 – 27 | HK Slovan Duslo Šaľa | 19 novembre 1994 |
| 12 novembre 1994 | GOG Gudme                | 30 – 20 | 61 – 33 | 31 – 13 | Anagennisi Arta      | 13 novembre 1994 |
| 13 novembre 1994 | Istochnik Rostov         | 19 – 10 | 33 – 34 | 14 – 24 | Bækkelagets SK       | 19 novembre 1994 |

### Quarts de finale
| Date Aller      | Club                 | Aller   | Total   | Retour  | Club              | Date Retour     |
| --------------- | -------------------- | ------- | ------- | ------- | ----------------- | --------------- |
| 21 janvier 1995 | Debreceni VSC        | 24 – 14 | 38 – 33 | 14 – 19 | Silcotub Zalău    | 29 janvier 1995 |
| 21 janvier 1995 | Valencia Urbana      | 24 – 29 | 45 – 54 | 21 – 25 | Buxtehuder SV     | 28 janvier 1995 |
| 21 janvier 1995 | HK Slovan Duslo Šaľa | 31 – 14 | 57 – 33 | 26 – 19 | A.L. Bouillargues | 29 janvier 1995 |
| 22 janvier 1995 | Bækkelagets SK       | 27 – 17 | 47 – 38 | 20 – 19 | GOG Gudme         | 29 janvier 1995 |

### Demi-finales
| Date Aller   | Club                 | Aller   | Total    | Retour  | Club           | Date Retour  |
| ------------ | -------------------- | ------- | -------- | ------- | -------------- | ------------ |
| 18 mars 1995 | HK Slovan Duslo Šaľa | 23 – 21 | 41 – 43  | 18 – 22 | Bækkelagets SK | 25 mars 1995 |
| 19 mars 1995 | Debreceni VSC        | 21 – 21 | 44 – 44E | 23 – 23 | Buxtehuder SV  | 25 mars 1995 |

### Finale
| Date Aller    | Club          | Aller   | Total    | Retour  | Club           | Date Retour |
| ------------- | ------------- | ------- | -------- | ------- | -------------- | ----------- |
| 30 avril 1995 | Debreceni VSC | 22 – 14 | 44E – 44 | 22 – 30 | Bækkelagets SK | 7 mai 1995  |

## Les championnes d'Europe
| Vainqueur de la Coupe de l'EHF 1994-1995 Debreceni VSC 1er titre |